# Larry Laudan
 (décembre 2018).
Larry Laudan, né à Austin, Texas, le 16 octobre 1941 et mort le 23 août 2022, est un philosophe des sciences et un épistémologue américain contemporain. Il s'oppose avec force aux courants traditionnels du positivisme, du réalisme et du relativisme, et défend une certaine vision de la science, celle d'une institution privilégiée et progressive contre les défis populaires. Sa conception philosophique des « traditions de la recherche » est considérée comme une solution alternative aux « programmes de recherche » d'Imre Lakatos.

## Carrière
Laudan a soutenu sa thèse de Philosophie  à l’Université de Princeton. Il a enseigné successivement à l’University College de Londres et, pendant plusieurs années, à l'Université de Pittsburgh. Par la suite, il a travaillé pour l’Institut polytechnique et université d'État de Virginie, l’Université de Hawaï et l’Université nationale autonome du Mexique. Il enseigne actuellement à l’Université du Texas à Austin. Ses derniers travaux portent sur l’épistémologie judiciaire.

## Œuvre
(mai 2017).
Si vous disposez d'ouvrages ou d'articles de référence ou si vous connaissez des sites web de qualité traitant du thème abordé ici, merci de compléter l'article en donnant les références utiles à sa vérifiabilité et en les liant à la section « Notes et références ».
C’est dans son livre Progress and its Problems (1977) que Laudan apporte ses plus importantes contributions à la philosophie des sciences. Il dénonce les philosophes des sciences qui manifestent un intérêt de pure forme à l'idée que « la science est fondamentalement une activité de résolution des problèmes » sans se rendre compte des implications de cette conception pour l'histoire des sciences et la philosophie, ni interroger certains problèmes dans l'historiographie et la méthodologie des sciences. Contre l'empirisme de Karl Popper et le « révolutionnisme » de Thomas Samuel Kuhn, Laudan maintient dans Progress and its Problems  que la science est un processus évolutif qui accumule des preuves validées empiriquement tout en résolvant les anomalies conceptuelles. Collecter de simples preuves ou une confirmation empirique ne constitue pas le vrai mécanisme du progrès scientifique. La résolution conceptuelle de problème et la comparaison des solutions trouvées à une anomalie par les diverses théories forment une part majeure de l'évolution des sciences.
Dans Beyond Positivism and Relativism, Laudan écrit que « le but de la science est de stabiliser les théories les plus efficaces pour résoudre les problèmes » et que  le progrès scientifique est possible si l'on diminue les données empiriques. « En effet, sur ce modèle, on peut envisager un changement progressif d'une théorie fondée principalement sur des données empiriques à une théorie moins empirique, pourvu que cette dernière résolve des difficultés conceptuelles d'importance par rapport à la première. » En somme, la meilleure théorie est celle qui résout le plus de problèmes conceptuels en minimisant les anomalies empiriques.
Laudan participe aux débats contemporains, notamment sur le terrorisme, ou dans l’affaire du procès Dover (Kitzmiller v. Dover Area School) qui a vu s’affronter créationnistes et évolutionnistes en 2005 aux États-Unis. Il a été membre de l’Institute for Philosophical Investigations jusqu'à sa mort en 2022.